# Gutenacker
Gutenacker település Németországban, Rajna-vidék-Pfalz tartományban. Lakosainak száma 372 fő (2023. december 31.).

## Népesség
A település népességének változása:
| Lakosok száma | 395  | 359  | 351  | 342  | 365  | 372  |
|               | 1975 | 2017 | 2019 | 2021 | 2022 | 2023 |